# داریو کوردیچ
داریو کوردیچ (بوسنیایی: Dario Kordić؛ زادهٔ ۱۴ دسامبر ۱۹۶۰) یک سیاست‌مدار و نظامی اهل جمهوری فدرال سوسیالیستی یوگسلاوی است.وی بین سال‌های ۱۹۹۲ تا ۱۹۹۴ فرمانده شورای دفاع کرواسی و بین سال‌های ۱۹۹۱ تا ۱۹۹۶ معاون رئیس‌جمهور جمهوری کروات بوسنی و هرزگوین بود.
وی در فوریه ۲۰۰۱ توسط دادگاه بین‌المللی کیفری یوگسلاوی سابق به جرم جنایت جنگی علیه شهروندان بوسنیایی در جریان جنگ کروات‌ها-بوسنیایی‌ها به ۲۵ سال زندان محکوم شد اما در ژوئن ۲۰۱۴ آزاد شد.